# Jacob Fischel
Jacob Fischel (19. duben 1813 Lochovice – 4. června 1892 Praha) byl český lékař, psychiatr.

## Život
Jakob Fischel se narodil v Lochovicích, v místní německé židovské rodině. Gymnázium absolvoval již v Praze. Následně pokračoval ve studiu na lékařské fakultě, obor psychiatrie na pražské Karlo-Ferdinandově univerzitě. V roce 1841 promoval a nastoupil do pražského ústavu pro choromyslné, kde zastával funkci sekundáře prof. MUDr. J. B. Riedla. Od roku 1850 získal pověření na vedení celého ústavu. Koncem roku 1851 nastaly změny ve vedení ústavu, které přiměly Jakoba Fischela k odchodu z ústavu. Do roku 1869 se věnoval pouze své soukromé praxi. V roce 1870 následkem penzionování MUDr. Františka Köstela byl Fischel podruhé pověřen dočasným vedením ústavu. V roce 1871 bylo vypsáno výběrové řízení a to MUDr. Fischel vyhrál. V roce 1873 byl jmenován profesorem psychiatrie. Pražský ústav vedl nepřetržitě až do roku 1885, kdy z ústavu odešel. Při odchodu do penze dostal Nejvyšší uznání za vzorné vedení ústavu. V roce 1853 publikoval svou jedinou větší monografii „Prager Irrenanstalt und ihr Wirken”. Mezi jeho žáky patřili např. MUDr. Arnold Pick nebo MUDr. Benjamin Čumpelík. Jacob Fischel zemřel po krátké chorobě ve věku 79 let v Praze dne 5. června 1892.